# James G. Blaine
James Gillespie Blaine, född 31 januari 1830 i West Brownsville, Pennsylvania, USA, död 27 januari 1893 i Washington, D.C., var en amerikansk republikansk politiker. Han var talman i representanthuset, senator, utrikesminister och förlorande presidentkandidat i 1884 års presidentval.
Han föddes i en förort till Pittsburgh i Washington County, Pennsylvania. Hans farfarsfar överste Ephraim Blaine hade deltagit i nordamerikanska frihetskriget.

## Tidig karriär
Blaine studerade vid Washington College (numera Washington and Jefferson College) i Washington, Pennsylvania. Han gifte sig 1850 med Harriet Stonwood. Han undervisade först vid Western Military Institute i Kentucky och sedan vid Philadelphia Institution for the Blind i Philadelphia. Samtidigt studerade han juridik. Han flyttade 1854 till Augusta, Maine. I Maine arbetade han till att börja med som redaktör, först på Kennebec Journal och senare på Portland Advertiser. Han blev snabbt aktiv i delstatspolitiken. Han var ledamot av Maine House of Representatives, underhuset i delstatens lagstiftande församling, 1859–1862, varav två sista åren var han talman. Han hade 1859 blivit ordförande för delstatens republikaner och i över 20 års tid ledde han personligen varje delstatsomfattande republikansk kampanj. Hans anhängare kallade honom Plumed Knight.

## Karriär i kongressen
Blaine var republikansk ledamot av USA:s representanthus från Maine 1863–1876. Han var talman i representanthuset 1869–1875. Han var också ledamot av USA:s senat 1876–1881.
Representanthuset passade bra Blaines temperament. Han var en stark debattör som visade sin spänstighet i kontroverser. Hans aggressiva natur och konstruktiva talang lämpade utmärkt den stormiga politiken under amerikanska inbördeskriget och rekonstruktionstiden. Kongressen var upptagen med Sydstaterna som skulle återinlivas i USA. Blaine spelade en central roll när man diskuterade och fattade beslut om vilka åtgärder som skulle tillämpas i rekonstruktionen. Blaine spelade en central roll bakom det fjortonde tillägget till USA:s konstitution, där medborgarskap och medborgerliga rättigheter definieras på nytt.
Blaine föreslog 1875 ytterligare ett tillägg till konstitutionen i andan av att stärka åtskillnaden mellan kyrkan och statsmakten. Där ville han att religiösa organisationer inte skulle få hand om pengar som tilldelas statliga skolor. Det fattades fyra röster i senaten från att få två tredjedelars majoritet bakom förslaget, men många delstater valde att anta liknande tillägg som kallas Blaine Amendments. Blaines tillägg fick starkt stöd från evangelikala protestanter och motståndarna ansåg att udden var riktad mot katolska kyrkan.
Blaine lyckades inte bli nominerad som republikanernas presidentkandidat i 1876 och 1880 års val, vilka partiet vann. Han var nära 1876, då alla andra republikanska kandidaters delegater kombinerade sina krafter bakom överraskningsnamnet Rutherford B. Hayes. Motståndarna hånade honom med ramsan Blaine, Blaine, James G. Blaine, the continental liar from the State of Maine! (ungefär "Blaine, Blaine, James G. Blaine, den kontinentala lögnaren från delstaten Maine"). Senator Lot M. Morrill från Maine avgick 1876 från USA:s senat för att bli USA:s finansminister. Blaine utnämndes till senaten och valdes sedan till en hel mandatperiod. Han var senator tills James Garfield utnämnde honom till USA:s utrikesminister.

## Utrikesministertiden och 1884 års presidentvalskampanj

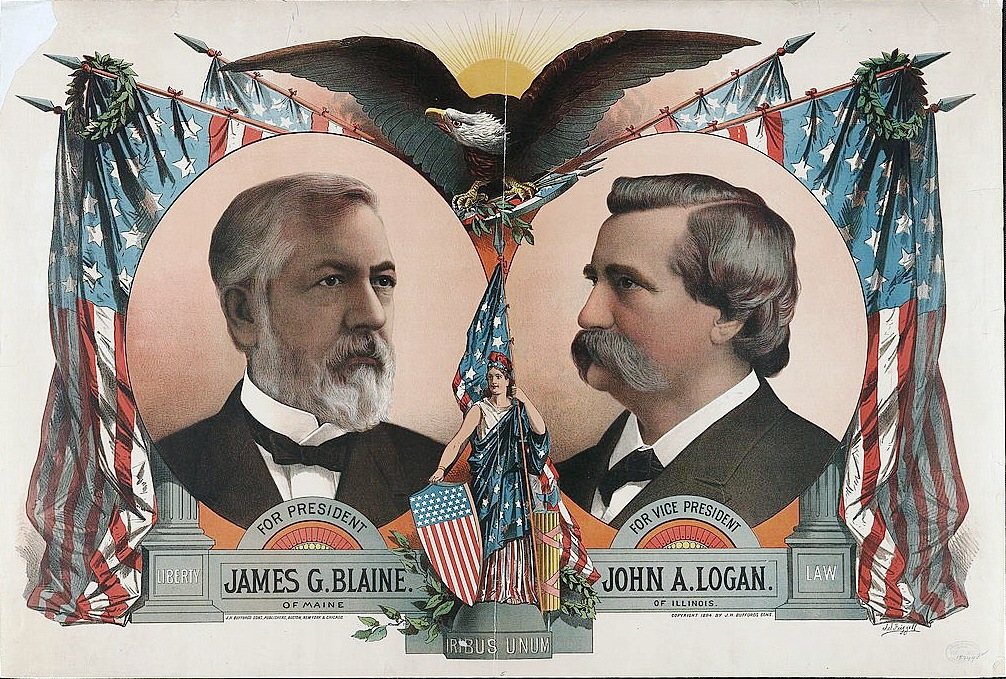
Kampanjaffisch från 1884

Blaine var första gången USA:s utrikesminister från mars till december 1881. Han tjänstgjorde under presidenterna James A. Garfield och Chester A. Arthur. Efter mordet på Garfield ville Arthur så småningom byta ut ministrar och därför blev Blaines första mandatperiod som utrikesminister så kort.
Blaine lyckades 1884 bli nominerad till republikanernas presidentkandidat. Republikanerna hade senast förlorat 1856 års presidentval. Blaine förlorade knappt mot Grover Cleveland. Valet avgjordes i delstaten New York. Blaine skadades av hånfulla kommentarer om demokraterna yttrade av hans anhängare, prästen Samuel D. Burchard (1812–1891) den 29 oktober, några dagar före valet. Blaine var själv närvarande när Burchard sade att demokraterna stod för Rum, Romanism and Rebellion (rom, dvs. alkohol, den romerska tron, dvs. katolicismen och uppror, det sista en syftning på inbördeskriget). Det var inte Blaines egna ord men hans vägran att ta avstånd från protestanten Burchards hån mot katolikerna spelade motståndarna på händerna. Många katoliker var misstänksamma mot Blaine redan på grund av hans föreslagna tillägg till konstitutionen. Även om Blaine inte själv var katolik, ödets ironi var att hans mor var katolik av irländsk härkomst och hans syster var nunna. Blaine antas ha förlorat avgörande katolska röster som resultat av kalabaliken.
Blaine vägrade att ställa upp i 1888 års presidentval men tackade ja när valets vinnare Benjamin Harrison utnämnde honom på nytt till USA:s utrikesminister. Som utrikesminister initierade Blaine 1889 en panamerikansk kongress, International Conference of American States. Blaines politik gentemot Latinamerika kallades storasysterpolitiken (Big sister policy). Han ville öppna den latinamerikanska marknaden för produkter från USA. Han engagerade sig i en intensiv diplomatisk satsning när elva italienare (varav åtta amerikanska medborgare) lynchades 1891 i New Orleans. Blaine avgick strax före republikanernas partimöte 1892 och dog följande år i Washington, D.C. Hans grav finns på huvudstadens Oak Hill Cemetery.